# Eudule ficaria
Eudule ficaria är en fjärilsart som beskrevs av Druce 1885. Eudule ficaria ingår i släktet Eudule och familjen mätare. Inga underarter finns listade i Catalogue of Life.